# I Hate My 30's
I Hate My 30's é um sitcom americano, que foi ao ar nos Estados Unidos, pelo  canal VH1. O sitcom só teve uma temporada, com 8 episódios. O primeiro episódio "I Have to Go No. 30", foi transmitido no dia 26 de julho de 2007 e o último "Between a Rock and a Cyberspace", foi transmitido no dia 13 de setembro de 2007.

## Sinopse
I Hate My 30’s é uma comédia sobre os dilemas exclusivos enfrentados quando se sai dos 20 e se começa a enfrentar a realidade e responsabilidades, da próxima fase da vida. 

## Elenco
- Megahn Perry - Carol
- Liam Sullivan - Kyle e Kelly
- Brice Beckham - Corey
- James Mathis III - Bruce
- David Fickas - Chad
- Jill Ritchie - Mandy
- Mark Kelly - Travis
- Michele Specht - Katie
- Ric Barbera - Dr. Rod

## Episódios
- 1º episódio - "I Have to Go No. 30"
- 2º episódio - "Always a Bridesmaid To Order"
- 3º episódio - "Try to Understand...He's a Magic Man"
- 4º episódio - "Daydream Bereaver"
- 5º episódio - "Owe Boy"
- 6º episódio - "Out of Cervix"
- 7º episódio - "Promotion Commotion What's Your Notion"
- 8º episódio - "Between a Rock and a Cyberspace"

## Ligações Externas
- I Hate My 30's. no IMDb.
- I Hate My 30's